# Titti Nylander
Titti Maria Nylander, tidigare Christina Maria Nylander, född Leczinsky den 4 oktober 1941 i Uppsala, är en svensk journalist och föreläsare.

## Biografi
Nylander har arbetat på Dagens Eko i Sveriges Radio P1. Hon har varit P1:s utrikeskorrespondent i Mellanöstern mellan 1988 och 1993 samt i Europa – stationerad i Rom, Bryssel och London samt New York. Hon har medverkat i Sommar den 17 augusti 1982 och den 3 augusti 1990.
År 1990 erhöll hon Stora journalistpriset för sin rapportering från Mellanöstern och Rumänien. Nylander har även medverkat i Godmorgon, världen! och Vetandets värld samt varit utrikespolitisk kommentator på Ekot. År 2006 tilldelades hon Stora radiopriset i kategorin Årets hederspris, och 2005 tilldelades hon av Svenska Akademien ett pris på 50 000 kronor.
Nylander installerades 1992 som hedersledamot vid Södermanlands-Nerikes nation. 

### Familj
Titti Nylander är dotter till överläkaren Carl Gustaf Leczinsky och översättaren, fil. kand. Ingegerd Leczinsky, ogift Aspling. Hon var 1965–1977 gift med arkeologen Carl Nylander och är mor till TV-journalisten Nike Nylander (född 1966) och Peter Nylander (född 1970).